# Tune, Danmark
Tune är en tätort och kyrkby i Greve kommun i Region Själland i östra Danmark. Orten ligger på den östra delen ön Själland, på en höjd av 40 meter över havet, cirka 26 kilometer väster om huvudstaden Köpenhamn. Den hade 5 250 invånare 2017.